# Sala off-line

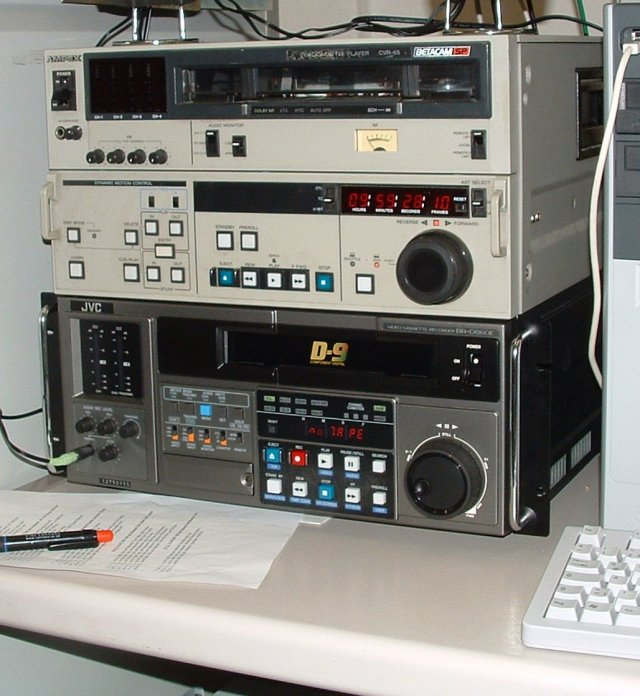
La equitación más sencilla de una sala off-line para edición lineal. Un magnetoscopio reproductor y otro grabador.

La sala off-line era una instalación para realizar ediciones de vídeo provisionales, o pre-ediciones, con el fin de ahorrar tiempo y dinero antes de llevar a cabo la edición definitiva en una sala on-line. Suponían una inversión pequeña, pero no consiguieron todos los objetivos encomendados, por lo que fueron sustituidas progresivamente por sistemas de edición no lineal hasta la llegada de los medios digitales, que las hicieron desaparecer en el mundo profesional.

## Origen del nombre
Según Ohanian (1996) no se sabe bien cuando ni donde comenzó a utilizarse la expresión sala off-line, pero apunta un origen radiofónico para la misma. Cuando los programas se estaban emitiendo se utilizaba la expresión "estar en el aire" u on-line inglés, frente a la expresión anglosajona off-line para referirse a los trabajos que no se estaban transmitiendo en ese momento.
De la radio pasó al ámbito de la televisión y por lo tanto al del vídeo cuando este apareció a medidos de la década de los 1950. Siguiendo esta deriva lingüística la sala off-line sería donde se realizaban ediciones provisionales o ediciones off-line, cuya finalidad no eran ser emitidas, sino dar una idea de cómo debería quedar después la edición on-line o edición definitiva (Espinosa y Abbate, 2005, p. 161).

## Descripción
Este tipos de salas realizaban principalmente ediciones lineales porque la llegada de los medios digitales terminó uniendo la sala off-line y la on-line en una sola. Esto fue así cuando una sola computadora o grupos de computadoras adquirieron la suficiente potencia como para terminar un trabajo audiovisual (Ohanian, 1996). Hasta la unión de las dos ediciones, la sala off-line cumplía dos funciones.
- Se utilizaba para visionar los brutos de cámara, minutar las distintas tomas y elegir las partes adecuadas de las tomas consideradas como buenas en el rodaje o filmación. Debe tenerse en cuenta que la producción de una película o una serie podía producir cientos de latas de película o miles de minutos de grabación. Visionarlos todos podía requerir muchas horas, pero solo un equipamiento básico, por lo tanto, todo este trabajo podía llevarse a cabo en una sala con un alquiler económico.
- Realizar una o varias ediciones de vídeo y sonido para tener una idea del ritmo, los planos, las secuencias, la banda sonora... pero sin entrar en titulaciones, efectos visuales y demás añadidos, los cuales quedaban para la sala on-line. Esta tarea debía suponer un ahorro considerable de horas en las salas on-line cuya hora de alquiler podía costar 300 dólares o más, pues, en la edición, suele cumplirse la norma de que cada minuto editado necesita por lo menos seis para su edición, sin contar el tiempo previo para seleccionar la toma y la parte de la toma (Ohanian, 1996).

## Equipamiento
El equipamiento de una instalación así variaba mucho de unas a otras. Las salas más simples contaban con un monitor y dos magnetoscopios, pero generalmente solían poseer dos magnetoscopios reproductores, uno grabador, dos monitores y una mesa de edición con lector de código de tiempos para minutar todo el material y poder realizar fundidos y encadenados.
Ohanian (1996, p. 64) indicaba que lo habitual en las décadas de 1980 y 1990 era dotar a estas salas de un equipamiento valorado en unos 40.000 dólares. Con dicho presupuesto se podía instalar tres magnetoscopios con sendos monitores, una consola de edición con código de tiempo y mezclador de imágenes y una mesa de sonido para mezclar diálogos con la música y/o los efectos de sonido. Así podía realizarse la edición A/B roll con varios tipos de cortinillas y transiciones entre planos.

## Subproductos obtenidos
El producto principal de una sala off-line era una idea preliminar de la edición definitiva. Pero esta idea debía materializarse por lo menos en tres subproductos (Ohanian, 1996):
- Un copia de visionado para ver y oír algo parecido al objetivo final. Dicha copia servía para debatir y hacer cambios.
- Una lista de corte de negativo con la que cortar los negativos de cine y positivar solo los fragmentos deseados con los que realizar la edición final.
- Una lista de decisiones de edición (EDL por sus siglas en inglés) para ahorrar tiempo en la sala on-line.

## Abandono de lasala off-liney sucesoras
Según Ohanian (1996) nunca terminó de funcionar la idea de utilizar una pequeña instalación, que incluso podía ser en propiedad, para visionar una prueba tras otra y depurarlas lo más posible antes de ir a la sala on-line. En primer lugar porque muchos efectos y añadidos cambiaban bastante la edición y solo podían realizarse utilizando equipos muy costosos. En segundo lugar, las distintas listas de decisiones de edición (EDLs) sólo contenían la línea de tiempo de cada plano, no solían incluir detalles como la duración de los encadenados o fundidos, el volumen del sonido, las cortinillas, etc. Estas decisiones debían volverse a tomar nuevamente. Por último, cuando la EDL se llevaba en un soporte digital muchas veces el soporte o el archivo no era compatible con el sistema de la sala en línea, por lo que se necesitaba recurrir al papel y volver a realizar la edición nuevamente.
Para solventar estos problemas la industria de la televisión y también del cine desarrolló varias soluciones alternativas. Por una parte se crearon equipos basados en videocintas y manejados por una computadora que permitían titular y cambiar escenas sin importar su posición. Resultaban adecuados para películas de cine y series de televisión, pero menos para editar anuncios con muchos más planos de poca duración. Otra solución algo posterior fue utilizar videodiscos que sí permitían editar una gran cantidad de planos en poco tiempo (Ohanian, 1996). Pero el gran abandono de la sala off-line tanto en cine como en televisión se produjo con la llegada de los ordenadores personales. Según Carrasco (2010, p. 43)  el cine abandonó el montaje de positivos y se pasó a la edición digital con la entrada de los mismos, pero la primera fue la televisión que llegó a prescindir de trabajo en las dos salas con la mejora de los equipos informáticos. A principios del siglo XXI ya se podían realizar todo el trabajo en una sola máquina, incluyendo efectos y titulaciones, si bien es cierto que muchas veces se realizaba y se realiza una primera edición en un equipo con medios modestos para luego post-producir el trabajo en uno más grande, pero la diferencia con el sistema de las dos salas es que ya es posible llevar un archivo de ordenador con todas las decisiones tomadas y trabajar sobre dicho archivo, no se crear otro parecido como se hacía en la sala on-line.